# قائمة رؤساء لبنان
أُنشئ منصب رئيس الجمهورية للمرة الأولى أثناء الانتداب الفرنسي على لبنان عام 1926. واتفق في الميثاق الوطني الموقع بعام 1943 على أن يكون من يتولى المنصب من الطائفة المسيحية المارونية. وكان المنصب قبل التوقيع على الميثاق الوطني قد تولاه أشخاص ينتمون إلى طوائف مسيحية أخرى.
رئيس الجمهورية في الدولة اللبنانية هو رئيس الدولة ورمز وحدة الوطن. يسهر على احترام الدستور والمحافظة على استقلال لبنان ووحدته وسلامة أراضيه وفقًا لأحكام الدستور. يرأس المجلس الأعلى للدفاع وهو القائد الأعلى للقوات المسلحة التي تخضع لسلطة مجلس الوزراء.

## القائمة

### دولة لبنان الكبير تحت الحماية الفرنسية (1926–1943)
| # | الصورة     | الاسم (الميلاد–الوفاة)          | الفترة         | الفترة         | الفترة            | الحزب | الحزب                    | ملاحظات |
| # | الصورة     | الاسم (الميلاد–الوفاة)          | استلم المنصب   | ترك المنصب     | المدة             | الحزب | الحزب                    | ملاحظات |
| - | ---------- | ------------------------------- | -------------- | -------------- | ----------------- | ----- | ------------------------ | --- |
| 1 |            | شارل دباس (1884–1935)           | 1 سبتمبر 1926  | 2 يناير 1934   | 7 سنوات و123 أيام | مستقل | مستقل                    | شغل منصب وزير العدل ثم رئيس مجلس النواب وأخيرًا انتخب لكي يصبح أول رئيس للجمهورية اللبنانية في عام 1926 وقت الانتداب الفرنسي. أُعيد انتخابه في عام 1929 بأغلبية 42 صوتًا من أصل 44 واستمر في منصبه حتى يناير 1934. نزع سلاح لبنان الكبير وقت رئاسته وأصبحت البكالوريا شرط إلزامي لمزاولة المهن الحرة. تولى أيضًا منصب وزير العدل ورئيس مجلس النواب في عام 1934. |
| 1 | 1926، 1929 | شارل دباس (1884–1935)           |                |                |                   | مستقل | مستقل                    | شغل منصب وزير العدل ثم رئيس مجلس النواب وأخيرًا انتخب لكي يصبح أول رئيس للجمهورية اللبنانية في عام 1926 وقت الانتداب الفرنسي. أُعيد انتخابه في عام 1929 بأغلبية 42 صوتًا من أصل 44 واستمر في منصبه حتى يناير 1934. نزع سلاح لبنان الكبير وقت رئاسته وأصبحت البكالوريا شرط إلزامي لمزاولة المهن الحرة. تولى أيضًا منصب وزير العدل ورئيس مجلس النواب في عام 1934. |
| — |            | أنطوان بريفا أوبوار (1874–1934) | 2 يناير 1934   | 30 يناير 1934  | 28 أيام           | مستقل | مستقل                    | كان عضوا في المفوضية العليا الفرنسية. |
| 2 |            | حبيب باشا السعد (1867–1942)     | 30 يناير 1934  | 20 يناير 1936  | 1 سنة و355 أيام   | مستقل | مستقل                    | كان أيضا رئيسا للمجلس التمثيلي للبنان الكبير قبل 10 سنوات من توليه منصبه. |
| 3 |            | إميل إده (1886–1949)            | 20 يناير 1936  | 4 أبريل 1941   | 5 سنوات و74 أيام  |       | الكتلة الوطنية اللبنانية | شغل إده منصب رئيس مجلس النواب من أكتوبر 1924 إلى يناير 1925، ورئيس الحكومة اللبنانية من 11 أكتوبر 1929 إلى 25 مارس 1930. |
| 3 | 1936       | إميل إده (1886–1949)            |                |                |                   |       | الكتلة الوطنية اللبنانية | شغل إده منصب رئيس مجلس النواب من أكتوبر 1924 إلى يناير 1925، ورئيس الحكومة اللبنانية من 11 أكتوبر 1929 إلى 25 مارس 1930. |
| — |            | بيار جورج أرلابوس (1891–1950)   | 4 أبريل 1941   | 9 أبريل 1941   | 5 أيام            | مستقل | مستقل                    | كان أرلابوس سياسيا فرنسيا أصبح رئيسا بالوكالة للبنان لمدة 5 أيام. |
| 4 |            | ألفرد نقاش (1887–1978)          | 9 أبريل 1941   | 18 مارس 1943   | 1 سنة و343 أيام   |       | حزب الكتائب اللبنانية    | شغل منصب رئيس وزراء لبنان (1941) ثم وزير خارجية لبنان (1953-1955). |
| — |            | أيوب ثابت (1884–1951)           | 19 مارس 1943   | 21 يوليو 1943  | 124 أيام          | مستقل | مستقل                    | بالوكالة، شغل منصب رئيس وزراء لبنان للفترة نفسها. |
| 5 |            | بترو طراد (1876–1947)           | 22 يوليو 1943  | 21 سبتمبر 1943 | 61 أيام           | مستقل | مستقل                    | انتخب طراد نائبا عن بيروت في عام 1925 ودخل البرلمان اللبناني لمعظم السنوات من 1920 إلى 1930، فإما انتخب أو عينته السلطات الفرنسية. كان عضوا في اللجنة البرلمانية التي عملت على المعاهدة الفرنسية اللبنانية لعام 1936. دعمه الفرنسيون لكي يرأس مجلس النواب اللبناني من نوفمبر 1934 إلى أكتوبر 1935 ومن أكتوبر 1937 إلى سبتمبر 1939.                          |
| 6 |            | بشارة الخوري (1890–1964)        | 21 سبتمبر 1943 | 11 نوفمبر 1943 | 51 أيام           |       | الكتلة الدستورية         | شغل منصب رئيس الوزراء من عام 1927 حتى عام 1928 ومرة أخرى في عام 1929 قبل انتخابه رئيسا في 21 سبتمبر 1943. كان قوميا عارض الانتداب الفرنسي، اعتقلته قوات فرنسا الحرة في 11 نوفمبر 1943 وسجن في قلعة راشيا لمدة أحد عشر يوما مع سياسيين بارزين آخرين. |

### الجمهورية اللبنانية (1943–الآن)
| #                                          | الصورة               | الاسم (الميلاد–الوفاة)     | الفترة         | الفترة         | الفترة            | الحزب | الحزب                    | ملاحظات |
| #                                          | الصورة               | الاسم (الميلاد–الوفاة)     | استلم المنصب   | ترك المنصب     | المدة             | الحزب | الحزب                    | ملاحظات |
| ------------------------------------------ | -------------------- | -------------------------- | -------------- | -------------- | ----------------- | ----- | ------------------------ | --- |
| —                                          |                      | إميل إده (1886–1949)       | 11 نوفمبر 1943 | 22 نوفمبر 1943 | 11 أيام           |       | الكتلة الوطنية اللبنانية | نصب المفوض السامي إده رئيسا للبنان. لكن بعد عشرة أيام وتحت ضغط من حلفاء فرنسا الآخرين في الحرب العالمية الثانية عزل الفرنسيون إده من منصبه وأعادوا حكومة بشارة الخوري في 21 نوفمبر. أسس الكتلة الوطنية اللبنانية. |
| 1                                          |                      | بشارة الخوري (1890–1964)   | 22 نوفمبر 1943 | 18 سبتمبر 1952 | 8 سنوات و301 أيام |       | الكتلة الدستورية         | اعتقلته قوات فرنسا الحرة ثم أطلقت سراحه بعد 11 يوما من اعتقاله في قلعة راشيا ليحل محل إميل إده وقت الحرب العالمية الثانية. |
| 1                                          | 1943، 1948           | بشارة الخوري (1890–1964)   |                |                |                   |       | الكتلة الدستورية         | اعتقلته قوات فرنسا الحرة ثم أطلقت سراحه بعد 11 يوما من اعتقاله في قلعة راشيا ليحل محل إميل إده وقت الحرب العالمية الثانية. |
| —                                          |                      | فؤاد شهاب (1902–1973)      | 18 سبتمبر 1952 | 22 سبتمبر 1952 | 4 أيام            |       | عسكري                    | رفض شهاب السماح للجيش بالتدخل في الانتفاضة التي أجبرت الرئيس اللبناني بشارة الخوري على الاستقالة. أصبح شهاب رئيس وزراء لبنان في سبتمبر 1952 وشغل حقيبة وزارة الدفاع، عيين شهاب رئيسًا بالوكالة وتعهد بإجراء انتخابات رئاسية ديمقراطية طارئة. |
| 2                                          |                      | كميل شمعون (1900–1987)     | 23 سبتمبر 1952 | 22 سبتمبر 1958 | 5 سنوات و364 أيام |       | الكتلة الدستورية         | شغل منصب وزير الداخلية والبريد والتلغراف (1943-1944) ووزير الداخلية والصحة والمساعدات العامة (1947-1948). قرب نهاية ولايته، حاول القوميون العرب وجماعات أخرى مدعومة من جمال عبد الناصر بدعم كبير من الجالية المسلمة في لبنان بالإطاحة بحكومة شمعون في يونيو 1958 قبل نهاية ولايته بفترة قصيرة، بعد أن حاول شمعون شغل منصب الرئاسة لفترة أخرى في مخالفة للدستور. اندلعت اشتباكات عديدة أدت إلى أزمة لبنان 1958. |
| 2                                          | حزب الوطنيين الأحرار | كميل شمعون (1900–1987)     | 23 سبتمبر 1952 | 22 سبتمبر 1958 | 5 سنوات و364 أيام |       |                          | شغل منصب وزير الداخلية والبريد والتلغراف (1943-1944) ووزير الداخلية والصحة والمساعدات العامة (1947-1948). قرب نهاية ولايته، حاول القوميون العرب وجماعات أخرى مدعومة من جمال عبد الناصر بدعم كبير من الجالية المسلمة في لبنان بالإطاحة بحكومة شمعون في يونيو 1958 قبل نهاية ولايته بفترة قصيرة، بعد أن حاول شمعون شغل منصب الرئاسة لفترة أخرى في مخالفة للدستور. اندلعت اشتباكات عديدة أدت إلى أزمة لبنان 1958. |
| 2                                          | 1952                 | كميل شمعون (1900–1987)     |                |                |                   |       |                          | شغل منصب وزير الداخلية والبريد والتلغراف (1943-1944) ووزير الداخلية والصحة والمساعدات العامة (1947-1948). قرب نهاية ولايته، حاول القوميون العرب وجماعات أخرى مدعومة من جمال عبد الناصر بدعم كبير من الجالية المسلمة في لبنان بالإطاحة بحكومة شمعون في يونيو 1958 قبل نهاية ولايته بفترة قصيرة، بعد أن حاول شمعون شغل منصب الرئاسة لفترة أخرى في مخالفة للدستور. اندلعت اشتباكات عديدة أدت إلى أزمة لبنان 1958. |
| 3                                          |                      | فؤاد شهاب (1902–1973)      | 23 سبتمبر 1958 | 22 سبتمبر 1964 | 5 سنوات و365 أيام | مستقل | مستقل                    | كان شهاب رئيس وزراء لبنان في سبتمبر 1952 وشغل حقيبة وزارة الدفاع بينما شكل أيضا حكومة عسكرية. عيين شهاب رئيسًا بالوكالة وتعهد بإجراء انتخابات رئاسية ديمقراطية قريبة. باتباع مسار الاعتدال والتعاون الوثيق مع مختلف الجماعات الدينية ومع القوى العلمانية والدينيةء، تمكن شهاب من تهدئة التوترات وإعادة الاستقرار إلى الأمة. اتبع أيديولوجيته رئيسين آخرين. |
| 3                                          | 1958                 | فؤاد شهاب (1902–1973)      |                |                |                   | مستقل | مستقل                    | كان شهاب رئيس وزراء لبنان في سبتمبر 1952 وشغل حقيبة وزارة الدفاع بينما شكل أيضا حكومة عسكرية. عيين شهاب رئيسًا بالوكالة وتعهد بإجراء انتخابات رئاسية ديمقراطية قريبة. باتباع مسار الاعتدال والتعاون الوثيق مع مختلف الجماعات الدينية ومع القوى العلمانية والدينيةء، تمكن شهاب من تهدئة التوترات وإعادة الاستقرار إلى الأمة. اتبع أيديولوجيته رئيسين آخرين. |
| 4                                          |                      | شارل حلو (1913–2001)       | 23 سبتمبر 1964 | 22 سبتمبر 1970 | 5 سنوات و364 أيام |       | شهابية                   | كان الحلو سفيرا لدى الفاتيكان في عام 1947 وزيرا للعدل والصحة (1954-1955) ووزيرا للتعليم (1964). سببت حرب 1967 في توتر العلاقات بين الطوائف اللبنانية. فأراد العديد من المسلمين انضمام لبنان إلى الجانب العربي، بينما رغب العديد من المسيحيين في تجنب المشاركة. لم تتعرض لبنان إلا لغارة جوية واحدة وقت الحرب. كشفت الانتخابات البرلمانية في عام 1968 عن استقطاب متزايد في البلاد ففاز فيها تحالفان رئيسيان أحدهما مؤيد للقومية العربية بقيادة رشيد كرامي والآخر مؤيد للغرب بقيادة الرئيس السابق كميل شمعون وبيار الجميل وريمون إده، ففاز كل واحدة منهما ب 30 مقعدا من أصل 99 مقعدا |
| 4                                          | 1964                 | شارل حلو (1913–2001)       |                |                |                   |       | شهابية                   | كان الحلو سفيرا لدى الفاتيكان في عام 1947 وزيرا للعدل والصحة (1954-1955) ووزيرا للتعليم (1964). سببت حرب 1967 في توتر العلاقات بين الطوائف اللبنانية. فأراد العديد من المسلمين انضمام لبنان إلى الجانب العربي، بينما رغب العديد من المسيحيين في تجنب المشاركة. لم تتعرض لبنان إلا لغارة جوية واحدة وقت الحرب. كشفت الانتخابات البرلمانية في عام 1968 عن استقطاب متزايد في البلاد ففاز فيها تحالفان رئيسيان أحدهما مؤيد للقومية العربية بقيادة رشيد كرامي والآخر مؤيد للغرب بقيادة الرئيس السابق كميل شمعون وبيار الجميل وريمون إده، ففاز كل واحدة منهما ب 30 مقعدا من أصل 99 مقعدا |
| 5                                          |                      | سليمان فرنجية (1910–1992)  | 23 سبتمبر 1970 | 22 سبتمبر 1976 | 5 سنوات و365 أيام |       | تيار المردة              | شكل فرنجية وترأس تيار المردة. انتخب مجلس النواب فرنجية لرئاسة الجمهورية في سبتمبر 1970. ظهرت بدايات الحرب الأهلية اللبنانية في السنة الخامسة من ولايته. |
| 5                                          | 1970                 | سليمان فرنجية (1910–1992)  |                |                |                   |       | تيار المردة              | شكل فرنجية وترأس تيار المردة. انتخب مجلس النواب فرنجية لرئاسة الجمهورية في سبتمبر 1970. ظهرت بدايات الحرب الأهلية اللبنانية في السنة الخامسة من ولايته. |
| 6                                          |                      | إلياس سركيس (1924–1985)    | 23 سبتمبر 1976 | 22 سبتمبر 1982 | 5 سنوات و364 أيام |       | شهابية                   | كان يُأمل من سركيس أن يوحد الفصائل المتحاربة وينهي الحرب الأهلية. لكن بحلول سبتمبر 1976 تجاوز الوضع قدرة الحكومة بعد تدخل سوريا ودول أخرى في الحرب. أعلن سركيس سياسته في 5 مارس 1980 في محاولة لخلق الوفاق الوطني: الوحدة والاستقلال والديمقراطية البرلمانية ورفض اتفاقات كامب ديفيد بين مصر وإسرائيل. |
| 6                                          | 1976                 | إلياس سركيس (1924–1985)    |                |                |                   |       | شهابية                   | كان يُأمل من سركيس أن يوحد الفصائل المتحاربة وينهي الحرب الأهلية. لكن بحلول سبتمبر 1976 تجاوز الوضع قدرة الحكومة بعد تدخل سوريا ودول أخرى في الحرب. أعلن سركيس سياسته في 5 مارس 1980 في محاولة لخلق الوفاق الوطني: الوحدة والاستقلال والديمقراطية البرلمانية ورفض اتفاقات كامب ديفيد بين مصر وإسرائيل. |
| 7                                          |                      | بشير الجميل (1947–1982)    | 23 أغسطس 1982  | 14 سبتمبر 1982 | 22 أيام           |       | حزب الكتائب اللبنانية    | انتخب بشير في ذروة الحرب الأهلية اللبنانية. منع مقاتلو القوات اللبنانية من ارتداء زيهم العسكري وكذلك من حمل أسلحتهم في الشوارع بعد فترة وجيزة من انتخابه. كانت تربطه علاقات وثيقة مع إسرائيل، لذا اغتاله عضو الحزب السوري القومي الاجتماعي حبيب الشرتوني في انفجار أودى بحياة أكثر من ثلاثين شخصا. اغتيل بشير قبل توليه منصبه رسميا. |
| 7                                          | (أغسطس 1982)         | بشير الجميل (1947–1982)    |                |                |                   |       | حزب الكتائب اللبنانية    | انتخب بشير في ذروة الحرب الأهلية اللبنانية. منع مقاتلو القوات اللبنانية من ارتداء زيهم العسكري وكذلك من حمل أسلحتهم في الشوارع بعد فترة وجيزة من انتخابه. كانت تربطه علاقات وثيقة مع إسرائيل، لذا اغتاله عضو الحزب السوري القومي الاجتماعي حبيب الشرتوني في انفجار أودى بحياة أكثر من ثلاثين شخصا. اغتيل بشير قبل توليه منصبه رسميا. |
| 8                                          |                      | أمين الجميل (مواليد 1942)  | 23 سبتمبر 1982 | 22 سبتمبر 1988 | 5 سنوات و365 أيام |       | حزب الكتائب اللبنانية    | تخلى أمين عن منصبه في حزب الكتائب بعد انتخابه رئيسًا، وعقب انتخابه مباشرة رفض لقاء أي مسؤول إسرائيلي. هذا وقت احتلال القوات الأجنبية لثلثي البلاد (سوريا في الشمال والشرق، وإسرائيل في الجنوب)، ووجود جيوش لبنانية خاصة غير حكومية تسيطر على الجزء المتبقي من البلاد، لذا كانت حكومة الجميل تفتقر إلى السلطة الفعلية. قام أمين بإعادة تنظيم الجيش اللبناني وحظي بدعم القوة المتعددة الجنسيات في لبنان، ورغم المعارضة الداخلية القوية، توصل إلى معاهدة 17 أيار مع إسرائيل في عام 1983، الذي تضمن انسحاب القوات الإسرائيلية وإنهاء الحالة الحربية بين البلدين، إلا أنه لم يتم التصديق عليه.                                                                                               |
| 8                                          | 1982                 | أمين الجميل (مواليد 1942)  |                |                |                   |       | حزب الكتائب اللبنانية    | تخلى أمين عن منصبه في حزب الكتائب بعد انتخابه رئيسًا، وعقب انتخابه مباشرة رفض لقاء أي مسؤول إسرائيلي. هذا وقت احتلال القوات الأجنبية لثلثي البلاد (سوريا في الشمال والشرق، وإسرائيل في الجنوب)، ووجود جيوش لبنانية خاصة غير حكومية تسيطر على الجزء المتبقي من البلاد، لذا كانت حكومة الجميل تفتقر إلى السلطة الفعلية. قام أمين بإعادة تنظيم الجيش اللبناني وحظي بدعم القوة المتعددة الجنسيات في لبنان، ورغم المعارضة الداخلية القوية، توصل إلى معاهدة 17 أيار مع إسرائيل في عام 1983، الذي تضمن انسحاب القوات الإسرائيلية وإنهاء الحالة الحربية بين البلدين، إلا أنه لم يتم التصديق عليه.                                                                                               |
| —                                          |                      | سليم الحص (مواليد 1929)    | 22 سبتمبر 1988 | 5 نوفمبر 1989  | 1 سنة و44 أيام    | مستقل | مستقل                    | قرر الجميل تعيين قائد الجيش الماروني ميشال عون في المنصب على أن صاحب المنصب من المفترض أن يكون سلم سني. رفض الحص التنازل عن منصب رئيس الوزراء لعون لذلك انتهى الأمر برئاستي وزراء في البلاد. بعد احتلال عون للقصر الرئاسي في بعبدا، أنشأ الحص مكتب خاص له في بيروت الغربية ذات الأغلبية المسلمة. |
| —                                          |                      | ميشال عون (مواليد 1933)    | 22 سبتمبر 1988 | 13 أكتوبر 1990 | 2 سنوات و21 أيام  |       | عسكري                    | عيّن الرئيس المنتهية ولايته أمين الجميل، ميشال عون رئيسًا للوزراء ووضعه على رأس حكومة عسكرية من ستة أعضاء من المحكمة العسكرية نصفهم مسيحيون والنصف الآخر مسلمون. وأقال أيضًا الإدارة المدنية لرئيس الوزراء بالوكالة سليم الحص. قدم المسلمون استقالتهم من الحكومة في اليوم التالي. |
| الجمهورية اللبنانية الثانية                |                      |                            |                |                |                   |       |                          | |
| 9                                          |                      | رينيه معوض (1925–1989)     | 5 نوفمبر 1989  | 22 نوفمبر 1989 | 17 أيام           | مستقل | مستقل                    | شغل معوض منصب وزير البريد والاتصالات (1961-1964) ووزير الأشغال العامة (1969) ووزير التربية الوطنية والفنون الجميلة (1980-1982). بينما كان عائدا من احتفالات عيد الاستقلال اللبناني بعد 17 يومًا من انتخابه، انفجرت سيارة مفخخة تزن 250 كيلوغراما بجوار موكب معوض في بيروت الغربية، مما أسفر عن مقتله مع 23 آخرين. |
| 9                                          | 1989                 | رينيه معوض (1925–1989)     |                |                |                   | مستقل | مستقل                    | شغل معوض منصب وزير البريد والاتصالات (1961-1964) ووزير الأشغال العامة (1969) ووزير التربية الوطنية والفنون الجميلة (1980-1982). بينما كان عائدا من احتفالات عيد الاستقلال اللبناني بعد 17 يومًا من انتخابه، انفجرت سيارة مفخخة تزن 250 كيلوغراما بجوار موكب معوض في بيروت الغربية، مما أسفر عن مقتله مع 23 آخرين. |
| شاغر منذ 22 نوفمبر 1989 حتى 24 نوفمبر 1989 |                      |                            |                |                |                   |       |                          | |
| 10                                         |                      | إلياس الهراوي (1926–2006)  | 24 نوفمبر 1989 | 24 نوفمبر 1998 | 9 سنوات           | مستقل | مستقل                    | شغل الهراوي منصب وزير الأشغال العامة وكان عضوا في الكتلة المارونية الكاثوليكية المستقلة في البرلمان. انتخب الهراوي في فندق بارك في شتورة بأغلبية 47 عضوا من أصل 53 عضوا بعد يومين من اغتيال الرئيس اللبناني رينيه معوض. وقع الهراوي وقت رئاسته على التعديلات الدستورية التي أضفت الطابع الرسمي على إصلاحات اتفاق الطائف. وقع معاهدة الأخوة والتنسيق والتعاون مع سوريا، التي وعد فيها لبنان بعدم السماح باستخدام أراضيه ضد مصالح سوريا. |
| 10                                         | 24 نوفمبر 1989       | إلياس الهراوي (1926–2006)  |                |                |                   | مستقل | مستقل                    | شغل الهراوي منصب وزير الأشغال العامة وكان عضوا في الكتلة المارونية الكاثوليكية المستقلة في البرلمان. انتخب الهراوي في فندق بارك في شتورة بأغلبية 47 عضوا من أصل 53 عضوا بعد يومين من اغتيال الرئيس اللبناني رينيه معوض. وقع الهراوي وقت رئاسته على التعديلات الدستورية التي أضفت الطابع الرسمي على إصلاحات اتفاق الطائف. وقع معاهدة الأخوة والتنسيق والتعاون مع سوريا، التي وعد فيها لبنان بعدم السماح باستخدام أراضيه ضد مصالح سوريا. |
| 11                                         |                      | إميل لحود (مواليد 1936)    | 24 نوفمبر 1998 | 24 نوفمبر 2007 | 9 سنوات           | مستقل | مستقل                    | ترشح لحود للرئاسة في عام 1998 بعد التعديل الدستوري الذي سمح للقائد العام للجيش بالترشح للمنصب. يعتقد أن سوريا أيدت هذا التعديل الدستوري. بعد انتخابه رئيسا للبنان في عام 1998 انحاز لحود إلى حزب الله واختار رجله سليم الحص رئيسا للوزراء. سبب هذا الوضع تصاعد التوترات بين رفيق الحريري ولحود. مارس لحود وقت رئاسته صلاحيات وأثر على صنع القرار الحكومي أكثر من رئيس الوزراء رفيق الحريري أو رئيس مجلس النواب نبيه بري. عدل القيود المفروضة على السلطة التنفيذية للرئاسة المنصوص عليها في اتفاق الطائف لعام 1989 في أغسطس 2001، وأمر قوات الأمن بشن حملة اعتقالات واسعة النطاق ضد المعارضين الوطنيين دون إبلاغ الحريري وغيره من الوزراء.                                              |
| 11                                         | 1998                 | إميل لحود (مواليد 1936)    |                |                |                   | مستقل | مستقل                    | ترشح لحود للرئاسة في عام 1998 بعد التعديل الدستوري الذي سمح للقائد العام للجيش بالترشح للمنصب. يعتقد أن سوريا أيدت هذا التعديل الدستوري. بعد انتخابه رئيسا للبنان في عام 1998 انحاز لحود إلى حزب الله واختار رجله سليم الحص رئيسا للوزراء. سبب هذا الوضع تصاعد التوترات بين رفيق الحريري ولحود. مارس لحود وقت رئاسته صلاحيات وأثر على صنع القرار الحكومي أكثر من رئيس الوزراء رفيق الحريري أو رئيس مجلس النواب نبيه بري. عدل القيود المفروضة على السلطة التنفيذية للرئاسة المنصوص عليها في اتفاق الطائف لعام 1989 في أغسطس 2001، وأمر قوات الأمن بشن حملة اعتقالات واسعة النطاق ضد المعارضين الوطنيين دون إبلاغ الحريري وغيره من الوزراء.                                              |
| شاغر منذ 24 نوفمبر 2007 حتى 25 مايو 2008   |                      |                            |                |                |                   |       |                          | |
| 12                                         |                      | ميشال سليمان (مواليد 1948) | 25 مايو 2008   | 25 مايو 2014   | 6 سنوات           | مستقل | مستقل                    | كان سليمان قائد الجيش اللبناني (1998-2008). كان الطيف السياسي اللبناني مستقطبا بشدة في تلك الفترة، فقد كانت جميع الأحزاب تقريبا إما موالين للحكومة أو من معارضيها، مما مهد الطريق لانتخاب ميشال سليمان غير الحزبي من قبل البرلمان. أطلق سليمان طاولة الحوار الوطني في القصر الرئاسي في بعبدا في 16 سبتمبر 2008، تنفيذا لبنود اتفاق الدوحة وتعزيزا للمصالحة الوطنية والوفاق. |
| 12                                         | 2008                 | ميشال سليمان (مواليد 1948) |                |                |                   | مستقل | مستقل                    | كان سليمان قائد الجيش اللبناني (1998-2008). كان الطيف السياسي اللبناني مستقطبا بشدة في تلك الفترة، فقد كانت جميع الأحزاب تقريبا إما موالين للحكومة أو من معارضيها، مما مهد الطريق لانتخاب ميشال سليمان غير الحزبي من قبل البرلمان. أطلق سليمان طاولة الحوار الوطني في القصر الرئاسي في بعبدا في 16 سبتمبر 2008، تنفيذا لبنود اتفاق الدوحة وتعزيزا للمصالحة الوطنية والوفاق. |
| شاغر من 25 مايو 2014 حتى 31 أكتوبر 2016    |                      |                            |                |                |                   |       |                          | |
| 13                                         |                      | ميشال عون (مواليد 1933)    | 31 أكتوبر 2016 | 31 أكتوبر 2022 | 6 سنوات           |       | التيار الوطني الحر       | كان عون قائد الجيش اللبناني (1984-1989) وشغل منصب الرئاسة ورئاسة الوزراء بحكم خلفيته العسكرية (1988-1990) وهو زعيم التيار الوطني الحر. ظل منصب الرئاسة شاغر منذ نهاية ولاية الرئيس ميشال سليمان في مايو 2014 وحتى 31 أكتوبر 2016، حيث لم يُجمع البرلمان على الشخص الذي سيتولى الرئاسة، لذا ظل المنصب شاغر لما يقرب من عامين ونصف، رغم اجتماع البرلمان فيها أكثر من 30 مرة. انتخب البرلمان ميشال عون رئيسًا للجمهورية في 31 أكتوبر 2016 إثر اتفاق بين زعيم التيار الوطني الحر جبران باسيل وزعيم القوات اللبنانية سمير جعجع في مقر الأخير بالمعراب، حيث انسحب جعجع من السباق الرئاسي ودعم ترشح عون في الانتخابات الرئاسية لعام 2016، بعد منافسة استمرت لسنوات منذ الحرب الأهلية اللبنانية. |
| 13                                         | 2014–2016            | ميشال عون (مواليد 1933)    |                |                |                   |       | التيار الوطني الحر       | كان عون قائد الجيش اللبناني (1984-1989) وشغل منصب الرئاسة ورئاسة الوزراء بحكم خلفيته العسكرية (1988-1990) وهو زعيم التيار الوطني الحر. ظل منصب الرئاسة شاغر منذ نهاية ولاية الرئيس ميشال سليمان في مايو 2014 وحتى 31 أكتوبر 2016، حيث لم يُجمع البرلمان على الشخص الذي سيتولى الرئاسة، لذا ظل المنصب شاغر لما يقرب من عامين ونصف، رغم اجتماع البرلمان فيها أكثر من 30 مرة. انتخب البرلمان ميشال عون رئيسًا للجمهورية في 31 أكتوبر 2016 إثر اتفاق بين زعيم التيار الوطني الحر جبران باسيل وزعيم القوات اللبنانية سمير جعجع في مقر الأخير بالمعراب، حيث انسحب جعجع من السباق الرئاسي ودعم ترشح عون في الانتخابات الرئاسية لعام 2016، بعد منافسة استمرت لسنوات منذ الحرب الأهلية اللبنانية. |
| شاغر من 31 أكتوبر 2022 حتى 9 يناير 2025    |                      |                            |                |                |                   |       |                          | |
| 14                                         |                      | جوزاف عون (مواليد 1964)    | 9 يناير 2025   | إلى الآن       | -                 |       | مستقل                    | تولى العماد جوزاف خليل عون قيادة الجيش اللبناني منذ 8 مارس 2017 وحتى انتخابه رئيسًا للجمهورية في 9 يناير 2025، بعد أن حاز على 99 صوتًا في تصويت المجلس النيابي. بدأ مسيرته العسكرية كضابط في الجيش اللبناني منذ تطوعه عام 1983، وشارك خلال خدمته في العديد من الدورات التدريبية وورش العمل داخل لبنان وخارجه، وصولًا إلى توليه قيادة الجيش. |
| 14                                         | 2022–2025            | جوزاف عون (مواليد 1964)    |                |                |                   |       | مستقل                    | تولى العماد جوزاف خليل عون قيادة الجيش اللبناني منذ 8 مارس 2017 وحتى انتخابه رئيسًا للجمهورية في 9 يناير 2025، بعد أن حاز على 99 صوتًا في تصويت المجلس النيابي. بدأ مسيرته العسكرية كضابط في الجيش اللبناني منذ تطوعه عام 1983، وشارك خلال خدمته في العديد من الدورات التدريبية وورش العمل داخل لبنان وخارجه، وصولًا إلى توليه قيادة الجيش. |